# Ubayd Al-lah ibn al-Habhab
Ubayd Allah ibn al-Habhab al-Saluli (en árabe: عبيد الله بن الحبحاب السلولي‎) fue un funcionario, militar y valí de origen egipcio. Tesorero y gobernante de facto de Egipto entre los años 724 a 734, y posteriormente valí omeya de Cairuán, Ifriquía entre el 734 y 741. Fue bajo su gobierno que estalló la revuelta bereber en el Magreb (África del Norte) y en al-Ándalus (península ibérica).

## Biografía
Ubayd Allah ibn al-Habhab fue un valí árabe perteneciente al clan mequí coraichita de los Banu Majzum. Aunque poseedor de una educación excepcional, notablemente competente y muy respetado, Ubayd Allah era nieto de un esclavo manumitido. El arabista Reinhart Dozy afirma que pudo haber sentido vergüenza de dicho origen humilde, dejándolo con una sensación de inseguridad personal entre la sangre noble que llenaba los círculos omeyas y que, a lo largo de su carrera, Ubayd Allah parecía haber sido demasiado obsequioso, demasiado ansioso por complacer los caprichos de los nobles señores de Damasco, al mismo tiempo que mostraba un desdén duro y casi vicioso hacia los que estaban debajo de él, en particular los no árabes. Ambos rasgos de su carácter tendrían consecuencias significativas.

## Funcionario y gobernadorde factoen Egipto
En el 724, el califa omeya Hisham ibn Abd al-Malik nombró a Ubayd Allah como funcionario con el cargo de sahil al-kharaj (jefe de tesoro) en Egipto. Tras la notoria ineficiencia de sus gobernantes, Ubayd Allah pasó a ser clave para Hisham y para el gobierno efectivo de Egipto convirtiéndose en gobernante de facto. Ubayd Allah aseguró la destitución de al-Hurr ibn Yusuf el 27 de abril 727, y nuevamente a su sucesor, Hafs ibn al-Walid ibn Yusuf al-Hadrami, en el mismo año, luego de ser desafiado su poder administrativo.
Para expandir los ingresos fiscales, en el 725, Ubayd Allah elevo la kharaj en un octavo y nombró a funcionarios árabes (en lugar de egipcios locales) como recaudadores de impuestos. Lo cual provocó una revuelta de los coptos en los años 725 y 726. Sin líder y desorganizada, la revuelta copta fue inmediatamente sofocada por las autoridades árabes bajo la dirección de Ubayd Allah, con un notorio derramamiento de sangre.
Se hizo evidente que los árabes necesitaban expandir su presencia en Egipto. A sugerencias de Ubayd Allah, en el 726, el califa Hisham comenzó a enviar regimientos árabes salidos de las tribus Qaysid (o Nejdi) de Arabia central, en parte para sacar a los regimientos Qaysid más problemáticos de las cercanías de Damasco, en parte para contrarrestar los soldados árabes locales que estaban en Fustat y Alejandría (procedentes de los kaldbíes o 'yemeníes' de las tribus del sur de Arabia) para que ni fueran utilizados como base de poder para los ambiciosos nobles locales contra el gobierno central omeya. Para evitar conflictos, los soldados de Qaysid, unos 5.000 que llegaron durante la época de Ubayd Allah, se instalaron en el este de Hawf y se les prohibió entrar en Fustat.

## Gobernador en Ifriquía
A finales del año 732, Ubayda ibn Abd al-Rahman al-Sulami, valí de Ifriquía, había sido rápidamente destituido por el califa Hisham tras una disputa personal. El gobierno de Cairuán quedó temporalmente en manos del teniente-gobernador Uqba ibn Qudama y del cadí Abd Allah ibn Mughir ibn Barda. En al-Ándalus (península ibérica), Abd al-Malik ibn Qatan al-Fihri, del Banu Fihrid, fue nombrado gobernante por los árabes andaluces tras la muerte del valí Abd al-Rahman ibn Abd Allah al-Ghafiqi, en la batalla de Tours en octubre de 732.
Buscando restaurar el orden en el oeste, en abril del 734, el califa Hisham nombró a su antigua mano egipcia, Ubayd Allah ibn al-Habhab como valí de Cairuán, Ifriquía, con autoridad supervisora sobre todo el Magreb (África del Norte al oeste de Egipto) y al-Ándalus.
Ubayd Allah ibn al-Habhab encontró los dominios occidentales del Califato en desorden y el tesoro escaso tras la mala gestión y los reveses de los años anteriores. Ante la oposición andaluza, Ubayd Allah destituyó a Uqba ibn al-Hayyach al-Saluli como su adjunto en Córdoba (al-Ándalus), en sustitución del valí popular Abd al-Malik ibn Qatan al-Fihri.En esos tiempor, Ubayad Allah nombró a Omar ibn Abd Allah el-Moradí como su diputado en Tánger (al-Udwa).
Ubayd Allah ibn al-Habbab se dispuso inmediatamente a dinamizar sus recursos fiscales ordenando nuevas incursiones. En el 734 se emprendió una expedición contra la Sicilia bizantina, que resultó en fracaso. En el 735, Ubayd Allah envió un ejército ifriquí bajo el mando del comandante Habib ibn Abi 'Ubayda al-Fahri para conquistar Sus y las regiones del sur de Marruecos, adquiriendo un botín sustancial para poner el tesoro y llevar la región al califato omeya. Ese año, una expedición árabe anfibia se lanzó sobre Provenza, tomando Arlés y Aviñón y el valle inferior del Ródano. Pero la fuerza expedicionaria fue expulsada de Provenza entre el 737 y 734 en una operación conjunta de Carlos Martel, de parte de los francos, y Luitprando, rey de los lombardos.
En el año 740, Ubayd Allah a Habib ibn Abi Ubayda al-Fari a la cabeza de una expedición árabe a través del agua a Sicilia en lo que posiblemente fue el primer intento de una invasión a gran escala de la isla (en lugar de una simple incursión). Habib tuvo un desembarco exitoso y dispuso un breve asedio a Siracusa, asegurando su sumisión al tributo, antes de que los acontecimientos en África los obligaran a interrumpir la invasión.

## Larevuelta bereber
A fines de la década del 730, Ubayd Allah ibn al-Habhab había comenzado a apoyarse más en los bereberes, bajo su jurisdicción, para compensar los déficits financieros. Contraviniendo la ley islámica y los edictos del califa Umar II del año 718, Ubayd Allah restableció algunos de los impuestos extraordinarios de dhimmi (izyah y kharaj) y tributos de esclavos en la población musulmana bereber, provocando una inmensa oposición. Políticas similares fueron implementadas por sus diputados Uqba ibn al-Saluli en al-Ándalus y (con especial celo) Omar ibn el-Moradi en Marruecos.
Pero Ubayd Allah fue más allá de sus obligaciones. Buscando satisfacer los lujosos gustos de los nobles damasquinos, Ubayd Allah envió a sus funcionarios en la búsqueda incesante de la muy preciada lana de los corderos merinos no nacidos, incautando (y destruyendo) rebaños enteros, que eran el sustento de muchas comunidades bereberes,solo para reunir el puñado que pudiera enviar de regreso a Siria.. Las niñas y mujeres bereberes también eran muy apreciadas como concubinas por los señores de Damasco. Ubayd Allah, deseoso de complacer, como siempre, ordenó capturarlas y secuestrarlas en gran número, sin detenerse ni siquiera en las esposas e hijas de los leales jefes bereberes.
La de los bereberes terminó en el 740, en lo que se conoció como la Gran Revuelta Bereber. Comenzó con un levantamiento en Tánger contra los recaudadores de impuestos y asaltantes de Ubayd Allah. Impulsadas por activistas sufritas (jariyitas), las tribus bereberes del oeste de Marruecos (los ghomara, miknasa y barghawata) formaron una coalición y aclamaron al cacique bereber Maysara al-Matghari como 'califa'. Tánger cayó en manos de los rebeldes bereberes, y pronto, todo Marruecos, desde el Estrecho hasta el Sus. El propio hijo de Ubayd Allah, Ismail, entonces gobernador en el Sus, fue asesinado por los rebeldes.
Ubayd Allah inmediatamente envió órdenes a Habib ibn Abi Ubayda al-Fihri para romper la invasión siciliana y devolver el ejército de Ifriquía a África. Mientras tanto, envió una fuerza de caballería de vanguardia, compuesta por la élite árabe aristocrática de Cairuán bajo el mando de Khalid ibn Abi Habib al-Fihri, para mantener la línea contra los rebeldes bereberes mientras esperaban la fuerza expedicionaria siciliana.
Después de algunas escaramuzas con la vanguardia árabe en las afueras del Tánger, los rebeldes bereberes decidieron deponer a Maysara y reorganizar sus fuerzas bajo el mando del cacique zenata Khalid ibn Hamid al-Zanati. Khalid ordenó un ataque inmediato, provocando la destrucción de la vanguardia de Ifriquía en la Batalla de los Nobles en octubre del 740, eliminando a la flor y nata de la nobleza árabe de Ifriquía. La fuerza principal de Ifriquía al mando de Habib ibn Abi Ubayda llegó demasiado tarde para evitar la masacre y se retiró a Tremecén, que mientras tanto había sido incitada a la rebelión por activistas sufritas.
Ubayd Allah envió el informe de la batalla a Damasco y solicitó refuerzos. El califa Hisham, conmocionado por la noticia, destituyó a Ubayd Allah en febrero del 741 y comenzó los preparativos para enviar un gran ejército árabe oriental bajo el mando de un nuevo gobernador, Kulthum ibn Iyad al-Qasi, para aplastar la rebelión bereber. El deshonrado Ubayd Allah dejó Ifriquía en abril del 741 y regresó al este.